# Julian Niedzielski
Julian Feliks Niedzielski (ur. 18 maja 1849 w Stryszowie – zm. 20 października 1901 w Wiedniu) – polski architekt i budowniczy tworzący głównie w Austrii i Czechach.

## Życiorys

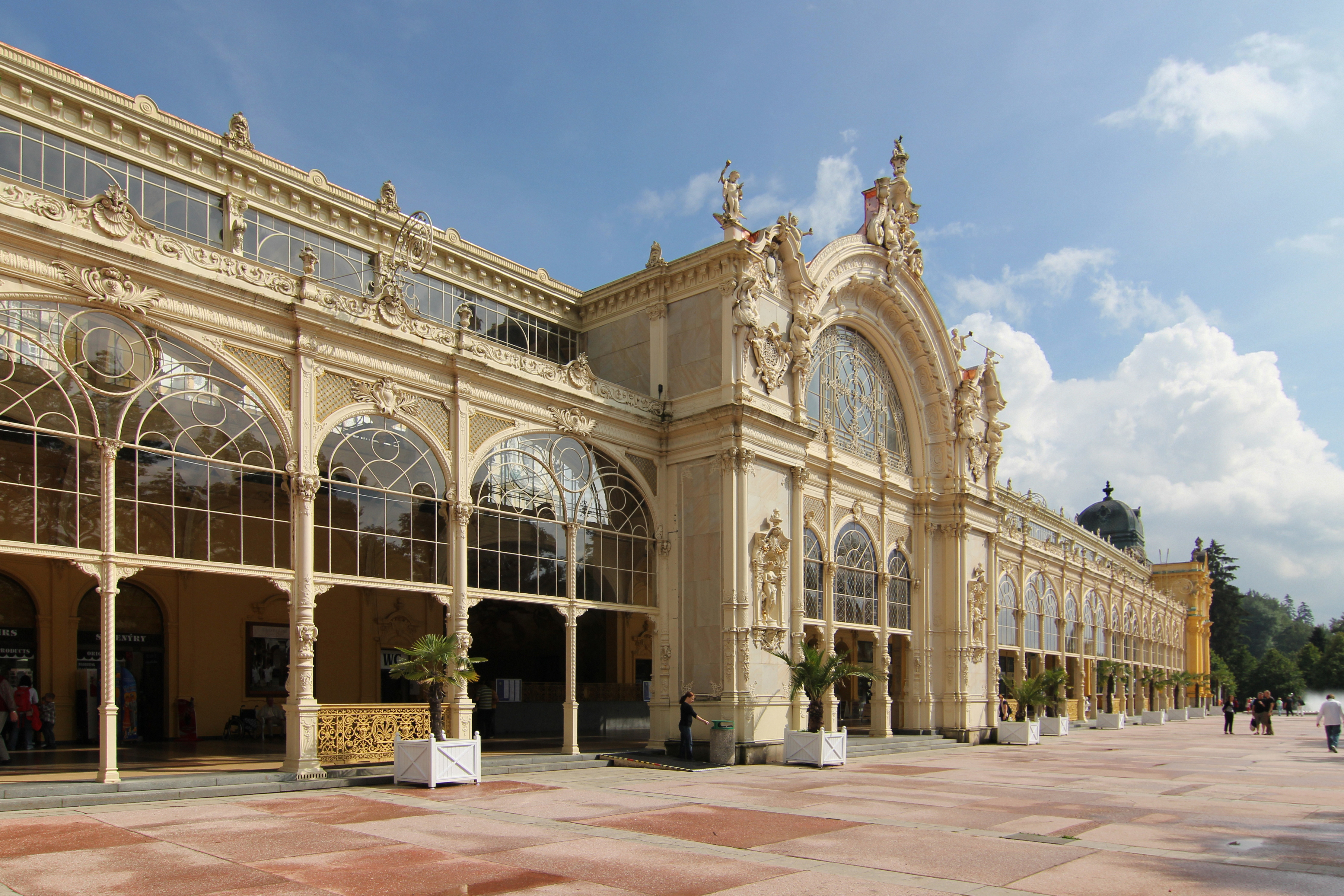
Kolumnada w Mariańskich Łaźniach

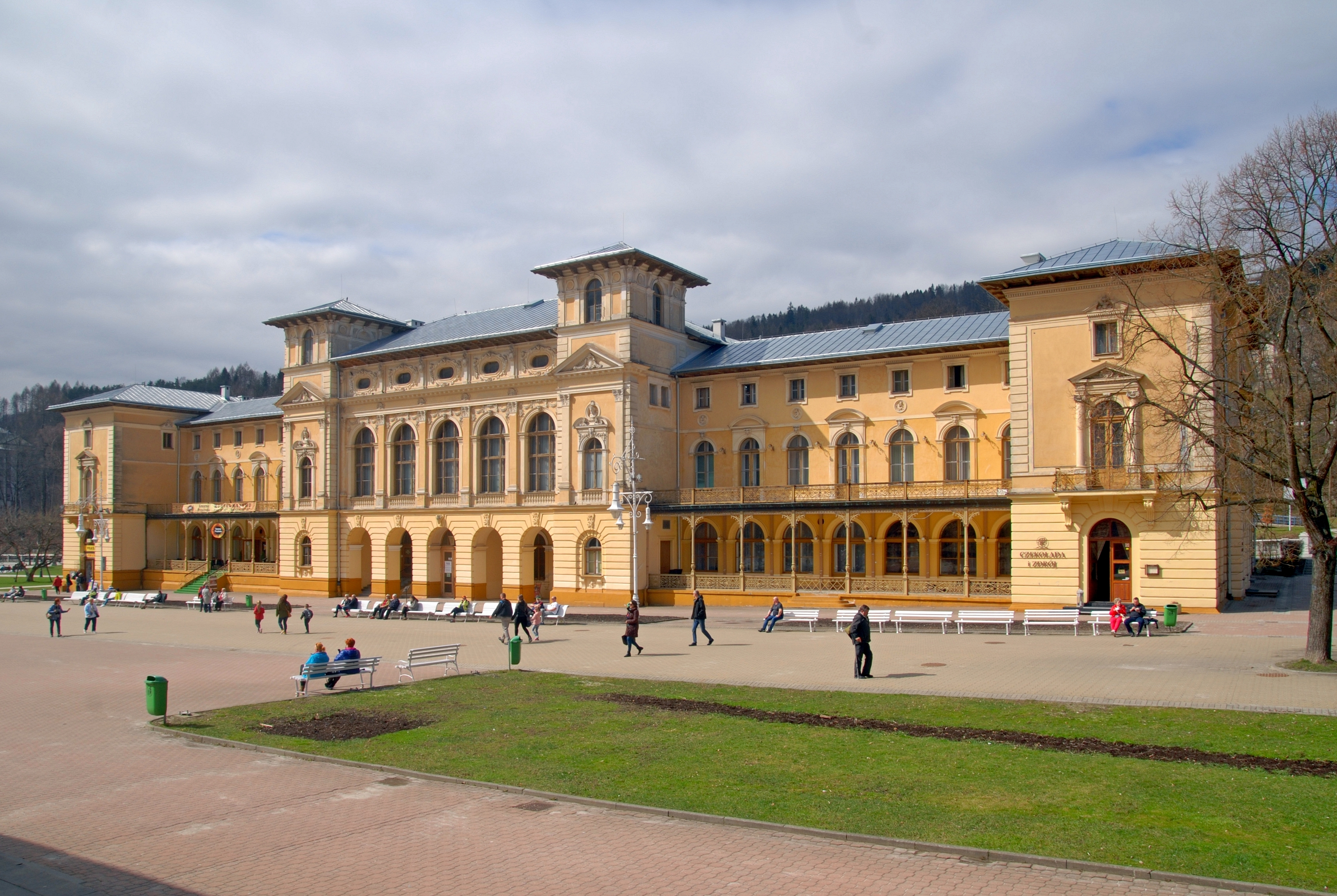
Stary dom zdrojowy w Krynicy

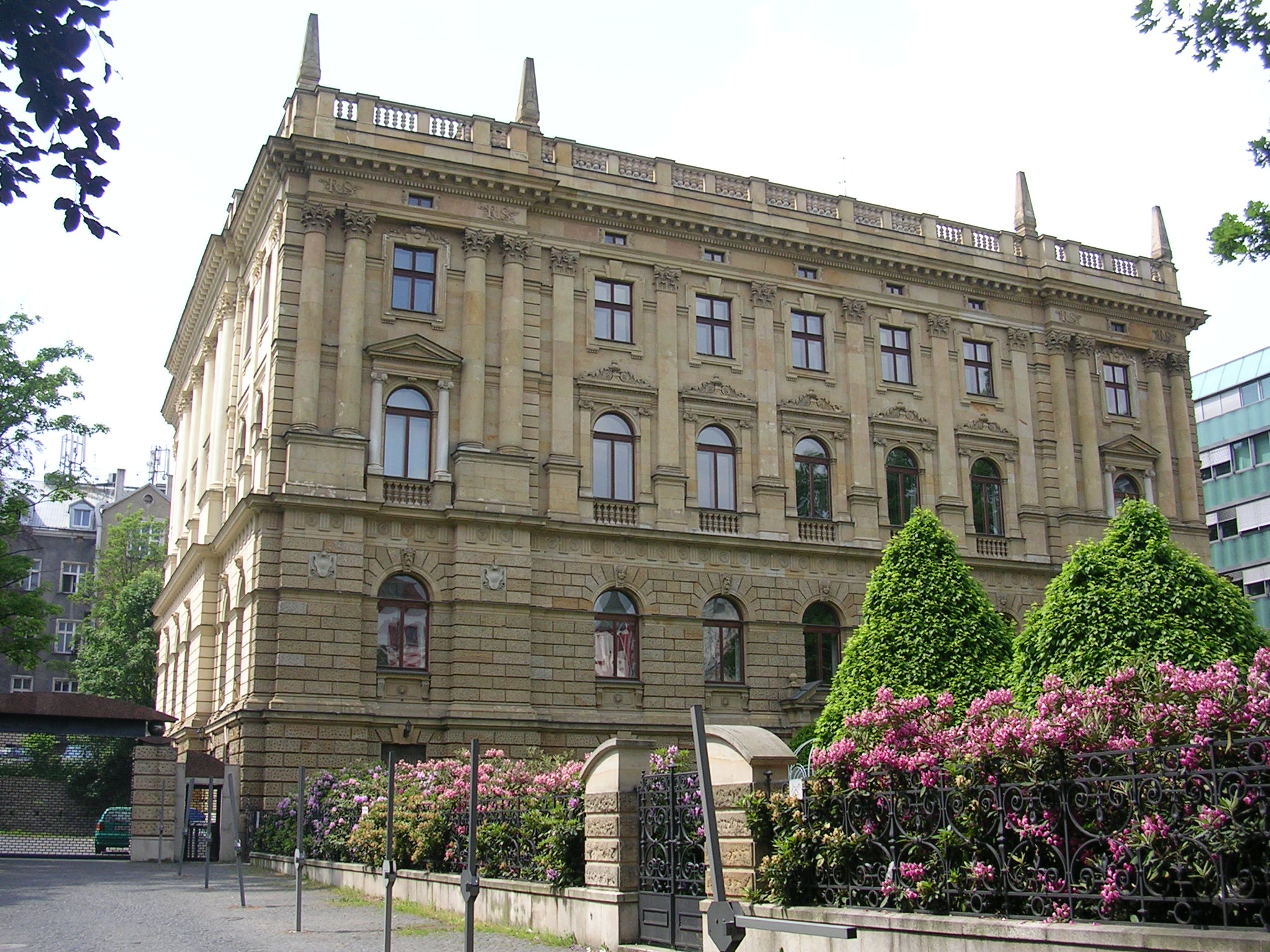
Kasa Oszczędnościowa w Libercu

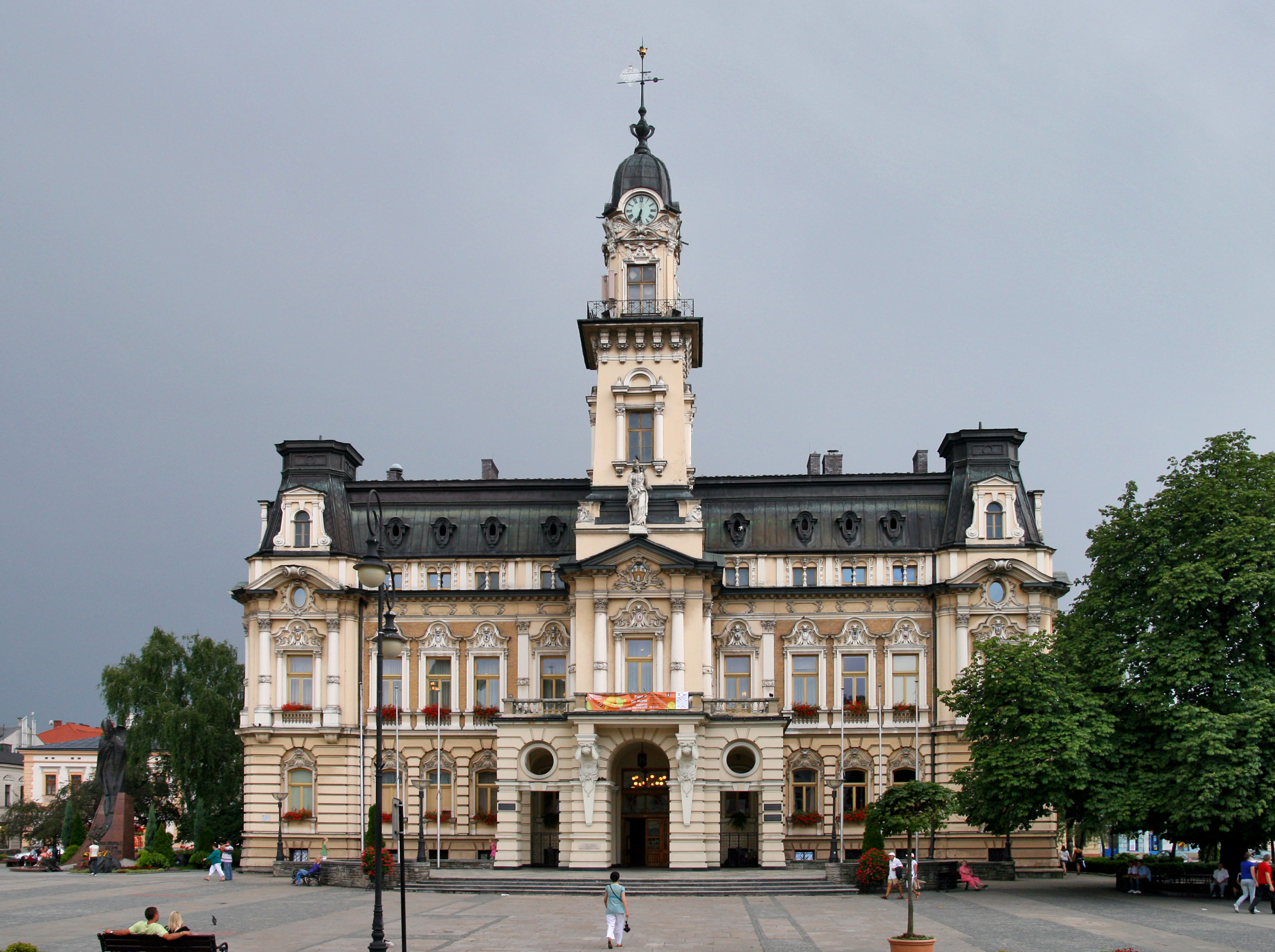
Ratusz w Nowym Sączu

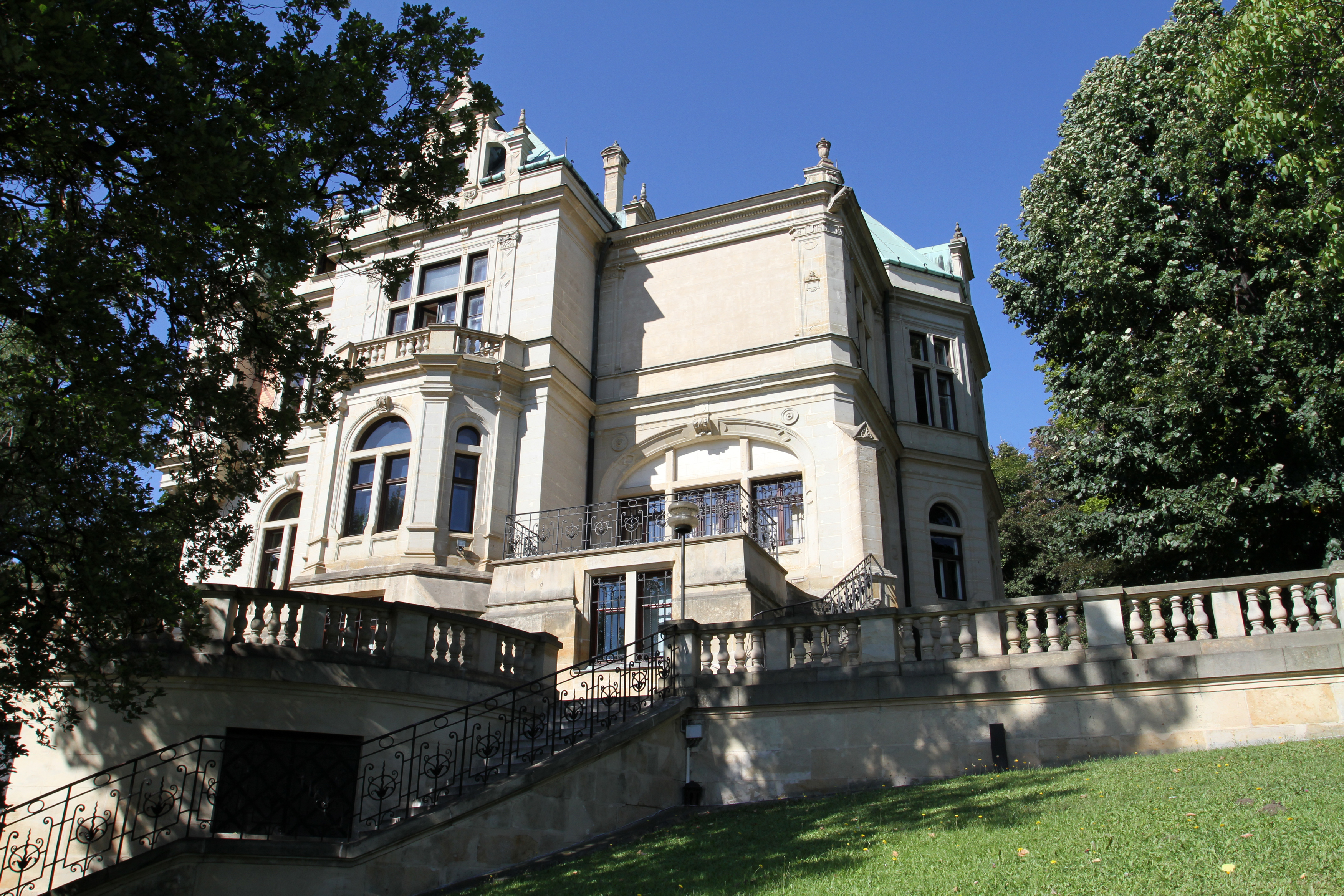
Willa Wolfruma – Ústí nad Labem

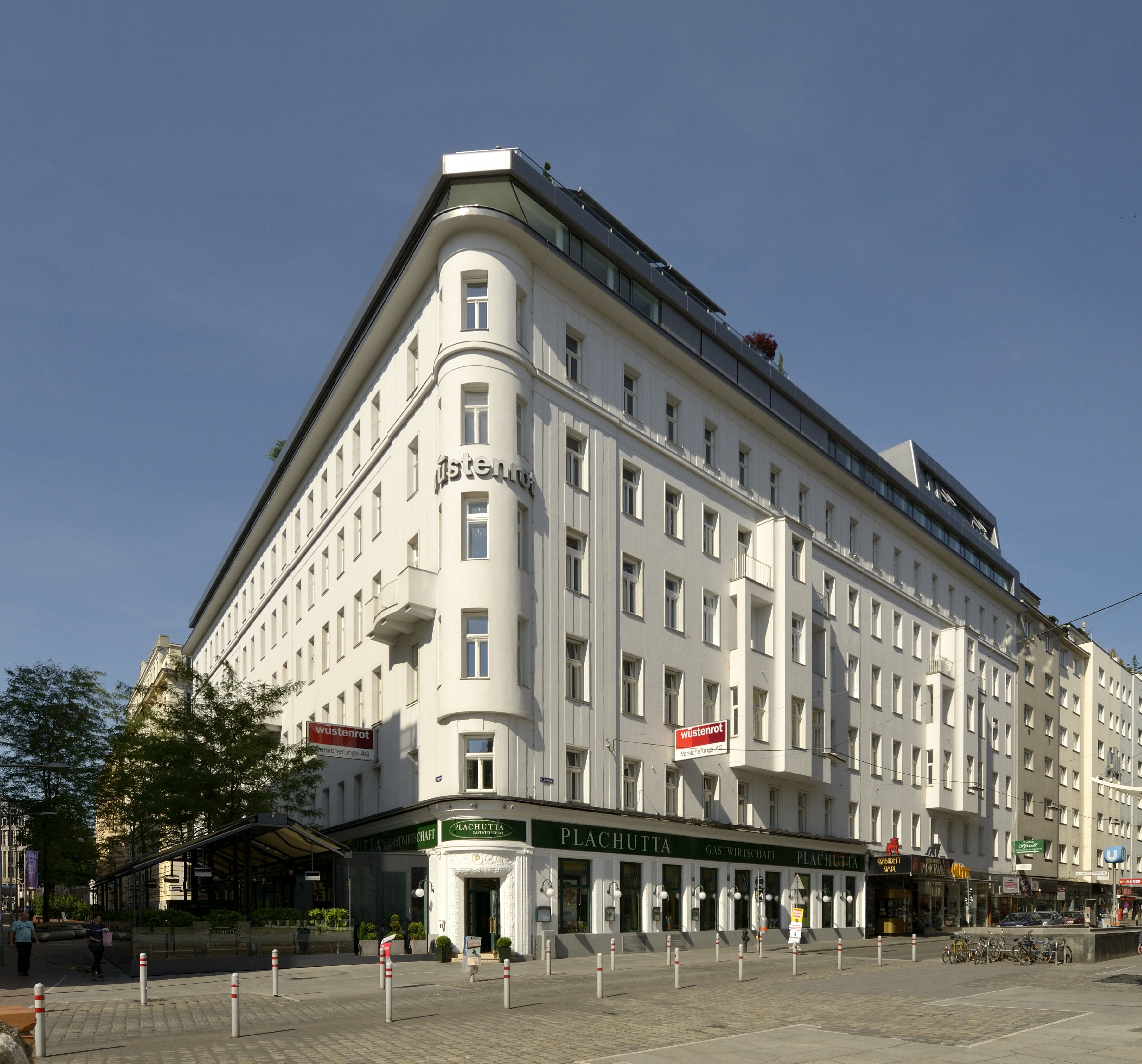
Budynek mieszkalny, Wiedeń, Wollzeile 36

Ukończył szkołę realną i Instytut Techniczny w Krakowie (1868), gdzie był uczniem Filipa Pokutyńskiego. Następnie studiował architekturę i budownictwo na politechnice w Wiedniu (Wiener Polytechnisches Institut) pod kierunkiem Heinricha Ferstla. Już w czasie studiów pracował w jego biurze projektowym współpracując przy budowie uniwersytetu wiedeńskiego oraz restauracji Schottenkirche. Po jego śmierci wraz z Heinrichem Köchlinem był dyrektorem artystycznym budowy uniwersytetu wiedeńskiego (1883-1884), Zamieszkał na stałe w Wiedniu. W latach 1881–1901 prowadził wraz z Hansem Mikschem biuro architektoniczno-budowlane Miksch & Niedzielski w tym mieście, które szybko zyskało renomę w krajach monarchii habsburskiej. Był także od 1896 radcą, a od 1899 starszym radcą w ministerstwie spraw wewnętrznych. Uznany i wzięty architekt, tworzył głównie na terenie Austrii i Czech. W swojej twórczości był typowym przedstawicielem późnego historyzmu, który uprawiał eklektycznie. Dał się też poznać jako bardzo dobry konserwator zabytków. W latach 1887–1888 był sędzią w konkursie na krakowski pomnik Adama Mickiewicza. Pochowany w grobie honorowym (z brązową płaskorzeźbą autorstwa Josefa Hermanna Tautenhayna) ufundowanym przez kolegów architektów na Cmentarzu Centralnym w Wiedniu (sektor 14 A – grób honorowy nr 10),

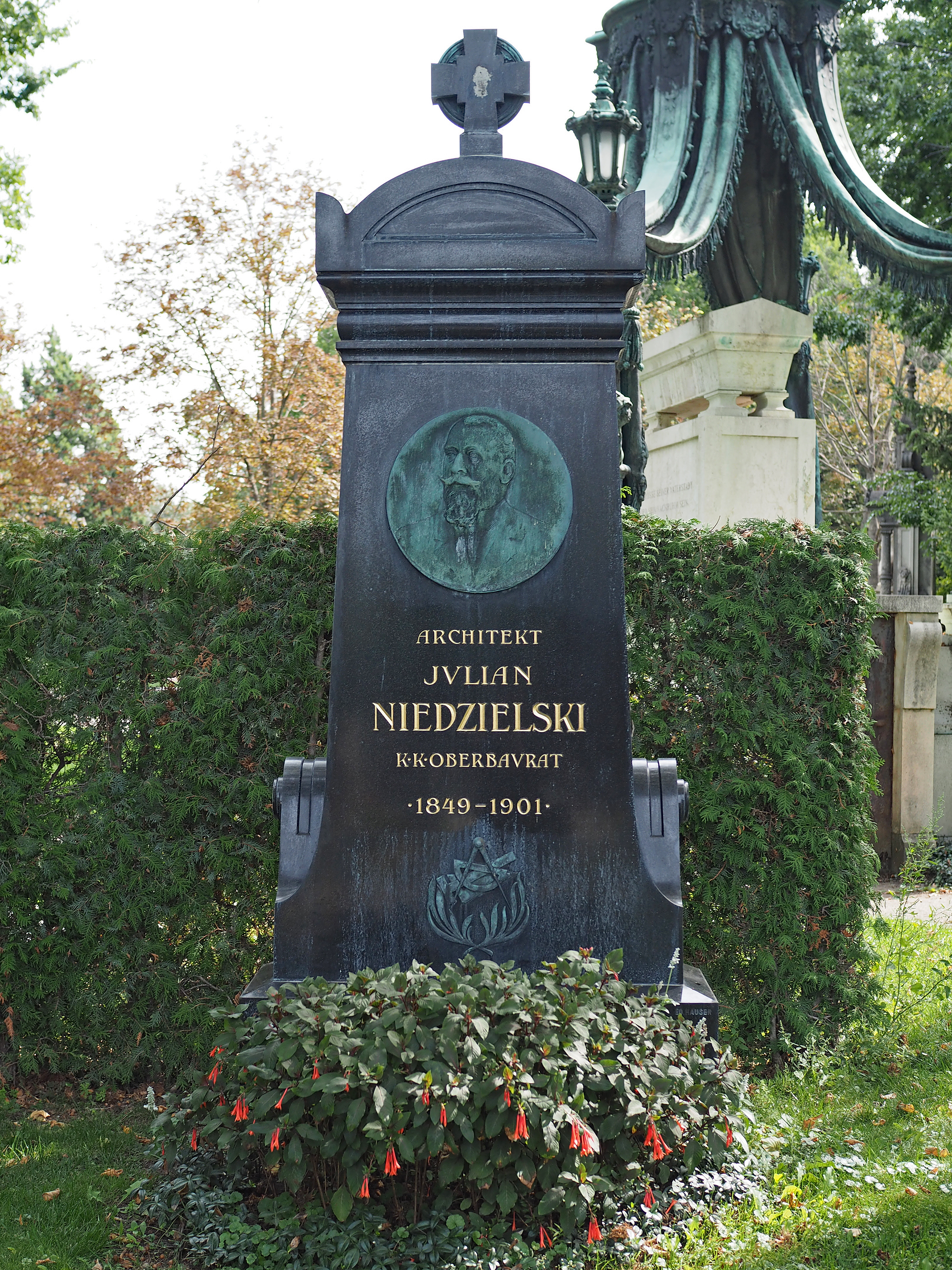
grób Juliana Niedzielskiego na wiedeńskim Cmentarzu Centralnym

### Ważniejsze prace i realizacje budowlane
- [wraz z Heinrichem Köchlinem] dokończenie  budowy uniwersytetu wiedeńskiego (1870-1883),
- [wraz Janem Zawiejskim] zakład uzdrowiskowy i kąpieliskowy  w Krynicy (1885-1888)
- [wraz z Hansem Mikschem] Willa Rudolfa Larischa, Krnov (1888)
- [wraz z Hansem Mikschem] kolumnada w Marienbadzie (1888-1889)
- [wraz z Hansem Mikschem]  budynek kasy oszczędności w Libercu (1888-1891)
- [wraz z Hansem Mikschem]  budynek handlowo-mieszkaniowy, Wiedeń, Wollzeile 36 (1890)
- [wraz z Hansem Mikschem]  willa Ignatza Petschka, Ústi nad Labem, (1890)
- [wraz z Hansem Mikschem] budynek mieszkalny Haberhof, Wiedeń 2, Mühlfeldgasse 15 (1891)
- [wraz z Hansem Mikschem]  restauracja zamku i willa Ludwiga Wolfruma w Ústí nad Labem (1892)
- [wraz z Hansem Mikschem]  Brama wjazdowa do ZOO na Praterze, Wiedeń (1893 – rozebrana  1902)
- [wraz z Ottonem Hoferem] rozbudowa Hofburgu w Wiedniu (1894-1899)
- [wraz z Hansem Mikschem]   Budynek fabryczny firmy Georga Wolfruma, Ústi nad Labem, (1895)
- [wraz z Hansem Mikschem] budynek ratusza w Nowym Sączu (1894-1897)
- restauracja i przebudowa pałacyku Lubomirskich w Charzewicach (1898-1900)
- [wraz z Hansem Mikschem]  budynek gimnazjum, Wiedeń, Stubenbastei 6-8 (1901, realizacja w 1911)

realizacje wnętrz
- restauracja i częściowe urządzenie wnętrza kościoła Benedyktynów (Schottenkirche), Wiedeń (1885)
- epitafium dla Heinricha Ferstela (popiersie Viktora Tilgnera), Uniwersytet, Wiedeń (1886)
- restauracja apartamentów reprezentacyjnych ministerstwa spraw wewnętrznych, Wiedeń (1897)

projekty niezrealizowane
- budynek teatru, Bielsko-Biała (1880)
- [wraz z Hansem Mikschem] budynek teatru, Liberec (1881)
- [wraz z Hansem Mikschem] budynek ratusza, Liberec (1887)
- [wraz z Hansem Mikschem] budynek Muzeum Sztuki Dekoracyjnej, Liberec (1887)
- [wraz z Hansem Mikschem] budynek Muzeum Sztuki Dekoracyjnej, Liberec (1893)
- budynki urzędu powiatowego i sądu rejonowego, Merano (1898)

## Odznaczenia
Odznaczony Krzyżem Kawalerskim Orderu Franciszka Józefa.

## Rodzina i życie prywatne
Był synem urzędnika Franciszka i Józefy z Pisalewskich.